# Gastrancistrus unfasciatus
Gastrancistrus unfasciatus är en stekelart som först beskrevs av Girault 1915.  Gastrancistrus unfasciatus ingår i släktet Gastrancistrus och familjen puppglanssteklar. Inga underarter finns listade i Catalogue of Life.